# مهند سلمان السعدي
مهند سلمان السعدي (مواليد بغداد، العراق عام 1965) سياسي عراقي، شغل منصب وزير الموارد المائية العراقية للفترة 2011- 2014.

## الحياة الشخصية
متزوج وله خمسة اولاد إبنان وثلاث بنات، حاصل على شهادة البكالوريوس من جامعة البصرة/ كلية الهندسة، قسم الهندسة الميكانيكية عام 1990. 

## المناصب التي تقلدها
- وزيرا للموارد المائية في جمهورية العراق من تاريخ 22/ 12/ 2010 حتى 2014
- عضوا في مجلس محافظة بغداد في الدورة الأولى في سنة 2005 لغاية 2009
- في الشركة العامة للصناعات القطنية في بغداد حيث شغل منصب مدير لعدد من المصانع التابعة للشركة المذكورة في سنة 2000 لغاية 2002[1]